# Edvardas Makelis
Edvardas Makelis (* 2. Juli 1954 in Naršėnai, Rajongemeinde Zarasai) ist ein litauischer Agronom und Politiker.

## Leben
Nach dem Abitur von 1961 bis 1972 an der Kazimieras-Būga-Mittelschule Dusetos bei Zarasai absolvierte er von 1972 bis 1977 das Diplomstudium an der Lietuvos žemės ūkio akademija und von 1985 bis 1991 die Aspirantur am Timirjasew-Landwirtschaftsakademie in Moskau. Von 1999 bis 2000 war er Landwirtschaftsminister Litauens im Kabinett Kubilius I. Seit 2003 ist er Präsident von „VšĮ Baltijos agroverslo institutas“.

## Ehrung
- Verdienter Agronom Litauens (Lietuvos agronomų sąjunga), 2014[1]

## Quelle
- Zarasų bibliotekos informacija